# Rollag
Rollag là một đô thị ở hạt Buskerud, Na Uy.
Rollag được lập thành đô thị ngày 1 tháng 1 năm 1838 (xem formannskapsdistrikt). Nore og Uvdal đã được tách khỏi Rollag năm 1858.
Đô thị này nằm ở trung tâm của quận và Thung lũng Numedal, Thung lũng cực tây ở vùng đông nam Na Uy. Sông Numedalslågen chảy qua Rollag và đổ vào Ytre Oslofjord tại Larvik.
Trung tâm hành chính của Rollag nằm ở làng Rollag, dù trung tâm dân cư đông nhất lại nằm ở đô thị Veggli. Rollag giáp Nore og Uvdal về phía bắc, phía đông là Sigdal, phía nam là Flesberg, phía tây là Tinn (Telemark).
Đô thị Rollag (trước đây là một giáo khu) được đặt theo tên nông trang cũ Rollag (Norse Roll(u)lag), do nhà thờ đầu tiên được xây ở đó. Về phía tây bắc của Rollag là dãy núi Vegglifjell. Đỉnh cao nhất là Storegrønut (1289 m).